# Ingrid Chauvinová
Ingrid Chauvinová, v nepřechýlené formě Chauvin (* 3. října 1973 Argenteuil) je francouzská herečka, známá ze serilálů Dolmen a Ženská spravedlnost, kde účinkovala s Natachou Amalovou.

## Filmografie
- 2009 Taupe 2
- 2009 Zlatý poklad
- 2008 Main blanche
- 2007 Pán odnaproti
- 2007 Podezření
- 2007 Taupe
- 2006 Test lásky
- 2005 Dolmen
- 2005 Plus bel homme du monde
- 2002 B.R.I.G.A.D.
- 2002 Percutés
- 2001 Dormir avec le diable
- 2001 Láska a moře
- 2001 Ženská spravedlnost
- 2000 Fil du rasoir
- 1999 Chambre n° 13
- 1998 Tapage nocturne
- 1997 Studio des artistes
- 1995 Années fac
- 1995 Boeuf-carottes
- 1993 Seconde B
- 1992 Miel et les abeilles
- 1989 Salut les musclés